# NGC 6021
NGC 6021 (również PGC 56482 lub UGC 10102) – galaktyka eliptyczna (E), znajdująca się w gwiazdozbiorze Węża. Odkrył ją William Herschel 21 marca 1784 roku. Jest to galaktyka z aktywnym jądrem typu LINER.